# Marienborg, Danmark

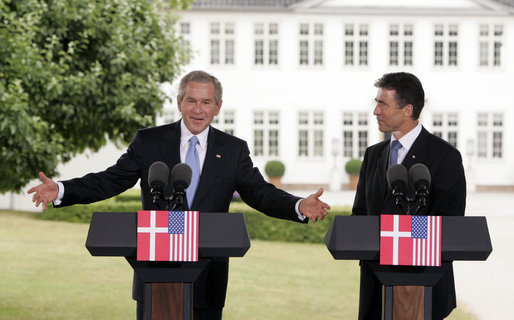
George W. Bush och Anders Fogh Rasmussen på Marienborg 2005.

Marienborg slott i Lyngby-Tårbæks kommun omkring 15 kilometer nordväst om Köpenhamn, Danmark är Danmarks statsministers rekreations- och representationsbostad.

## Historia
Slottet ligger i en 8,8 hektar stor park vid sjön Bagsværd Sø. Det uppfördes år 1745 av den danska sjöofficern och direktören Olfert Fas Fischer (1700-1761), och övertogs av kammarherren Johan Frederik Lindencrone (1746-1817) år 1795. Lindencrone lät byta namn på slottet till Marienborg, efter sin fru Marie Lindencrone.
År 1934 köptes egendomen av advokaten tillika konstsamlaren Christian Ludvig David (1878-1960). David testamenterade år 1960 slottet till danska staten, för Danmarks statsminister att använda som rekreations- och representationsbostad. Sedan år 1962 används Marienborg ofta vid statsbesök och olika slags möten med statsministern.

## Motsvarigheter
- Camp David, lantställe för USA:s president
- Chequers, lantställe för Storbritanniens premiärminister
- Gullranda, lantställe för Finlands president
- Harpsund, lantställe för Sveriges statsminister
- Harrington Lake, lantställe för Kanadas premiärminister